# Сокирський Олексій Миколайович
Олексій Миколайович Сокирський (16 березня 1985, Горлівка, Донецька область) — український і російський легкоатлет, спеціаліст з метання молота. У 2007—2012 роках виступав за збірну України з легкої атлетики, з 2016 представляє Росію. Володар бронзової медалі Універсіади у Белграді, багаторазовий переможець та призер першостей національного значення, учасник літніх Олімпійських ігор у Лондоні. Майстер спорту Росії міжнародного класу.

## Біографія
Олексій Сокирський народився 16 березня 1985 року у Горлівці, Донецька область. Згодом проживав у місті Саки, Крим.
Займався легкою атлетикою під керівництвом тренера Володимира Васильовича Полєшка.
Вперше заявив про себе на міжнародному рівні у сезоні 2007 року, коли увійшов до складу української національної збірної та виступив на домашньому Кубку Європи з зимових метань у Ялті, де став срібним призером у метанні молота серед спортсменів до 23 років. Також у цьому сезоні посів шосте місце на молодіжній європейській першості в Дебрецені.
Бувши студентом, 2009 року побував на літній Універсіаді в Белграді, звідки привіз нагороду бронзової гідності, виграну в метанні молота. На чемпіонаті світу в Берліні з результатом 72,56 метра не зміг подолати попередній кваліфікаційний етап.
У 2010 році був шостим на чемпіонаті Європи у Барселоні.
У 2011 році потрапив до призерів Кубка Європи з зимових метань у Софії та командного чемпіонату Європи в Стокгольмі, відзначився виступом на чемпіонаті світу в Тегу.
У 2012 році стартував на чемпіонаті Європи в Гельсінкі, де у фіналі провалив усі три спроби, тоді як на змаганнях у Мадриді встановив свій особистий рекорд — 78,91 метра. Завдяки низці вдалих виступів удостоївся права захищати честь країни на літніх Олімпійських іграх у Лондоні — метнув молот на 78,25 метра, розташувавшись у підсумковому протоколі змагань на четвертому рядку.
Починаючи з 2015 року Сокирський постійно проживав у Росії, представляв Краснодарський край та всеросійське фізкультурно-спортивне товариство «Динамо». Так, цього сезону на чемпіонаті Росії в Чебоксарах він став четвертим у метанні молота (пізніше у зв'язку з дискваліфікацією Кирила Іконнікова перемістився на третю позицію).
У 2016 році здобув перемогу на зимовому чемпіонаті Росії з довгих метань в Адлері та взяв бронзу на літньому чемпіонаті Росії у Чебоксарах. Був членом російської національної збірної, яка мала взяти участь в Олімпійських іграх у Ріо-де-Жанейро, проте Міжнародна федерація легкої атлетики у зв'язку з допінговим скандалом у ВФЛА заборонила російській команді виступати на Іграх.
У 2017 році здобув срібло на зимовому чемпіонаті Росії з довгих метань в Адлері та бронзу на літньому чемпіонаті Росії у Жуковському. У статусі нейтрального атлета виступив на чемпіонаті світу в Лондоні, де з результатом 77,50 метра став п'ятим.
На чемпіонаті Росії 2018 року в Казані виграв срібну медаль, поступившись лише Денису Лук'янову. Брав участь у чемпіонаті Європи у Берліні — метнув тут молот на 72,97 метра, не зумівши вийти у фінал.
У 2019 році на чемпіонаті Росії у Чебоксарах знову став срібним призером у метанні молота, цього разу його обійшов Євген Коротовський.
За видатні спортивні досягнення удостоєний почесного звання «Майстер спорту Росії міжнародного класу».